# NGC 6397
NGC 6397 je kuglasti skup u zviježđu Oltaru. Spektralne je vrste F4. 
Ovaj kuglasti skupj jedan je od barem dvadesetak kuglastih skupova u Kumovoj slami koji je prošao urušavanje jezgre, što znači da se jezgra skupila u vrlo gustu zvjezdanu aglomeraciju.
Drugi je po blizini zemlji kuglasti skup, a bliži od njega je Messier 4. NGC 6397 ne zatamnjuju međuzvjezdani oblaci, pa je jednostavan za promatranje.

## Vanjske poveznice
- (engl.) SEDS: NGC 6397
- (engl.) Hartmut Frommert: Revidirani Novi opći katalog
- (engl.) Izvangalaktička baza podataka NASA-e i IPAC-a
- (engl.) Astronomska baza podataka SIMBAD
- (engl.) VizieR
- (engl.) Auke Slotegraaf: NGC 6397 Deep Sky Observer's Companion
- (engl.) Courtney Seligman: Objekti Novog općeg kataloga: NGC 6350 - 6399